# Erich Schärer
Erich Schärer (Zürich, 1 september 1946) is een voormalig Zwitsers bobsleepiloot. Schärer won tijdens de Olympische Winterspelen 1976 de zilveren medaille in de viermansbob achter de bob van piloot Meinhard Nehmer en de bronzen medaille in de tweemansbob. Vier jaar later in Lake Placid won Schärer de olympische gouden medaille in de tweemansbob en de zilveren medaille in de viermansbob wederom achter Nehmer. Bij alle olympische medailles van Schärer had hij Josef Benz als remmer achter zich. Schärer werd tweemaal wereldkampioen in de viermansbob en driemaal in de tweemansbob.

## Resultaten
- Wereldkampioenschappen bobsleeën 1975 in Cervinia  in de viermansbob
- Olympische Winterspelen 1976 in Innsbruck  in de tweemansbob
- Olympische Winterspelen 1976 in Innsbruck  in de viermansbob
- Wereldkampioenschappen bobsleeën 1977 in Sankt Moritz  in de viermansbob
- Wereldkampioenschappen bobsleeën 1978 in Lake Placid  in de tweemansbob
- Wereldkampioenschappen bobsleeën 1978 in Lake Placid  in de viermansbob
- Wereldkampioenschappen bobsleeën 1979 in Königssee  in de tweemansbob
- Wereldkampioenschappen bobsleeën 1979 in Königssee  in de viermansbob
- Olympische Winterspelen 1980 in Lake Placid  in de tweemansbob
- Olympische Winterspelen 1980 in Lake Placid  in de viermansbob
- Wereldkampioenschappen bobsleeën 1981 in Cortina d'Ampezzo  in de tweemansbob
- Wereldkampioenschappen bobsleeën 1981 in Cortina d'Ampezzo  in de viermansbob
- Wereldkampioenschappen bobsleeën 1982 in Sankt Moritz  in de tweemansbob
- Wereldkampioenschappen bobsleeën 1982 in Sankt Moritz  in de viermansbob
- Wereldkampioenschappen bobsleeën 1983 in Lake Placid  in de tweemansbob
- Wereldkampioenschappen bobsleeën 1986 in Königssee  in de viermansbob

1932: Hubert Stevens / Curtis Stevens ·
1936: Ivan Brown / Alan Washbond ·
1948: Felix Endrich / Friedrich Waller ·
1952: Andreas Ostler / Lorenz Nieberl ·
1956: Lamberto Dalla Costa / Giacomo Conti ·
1964: Anthony Nash / Robin Dixon ·
1968: Eugenio Monti / Luciano De Paolis ·
1972: Wolfgang Zimmerer / Peter Utzschneider ·
1976: Meinhard Nehmer / Bernhard Germeshausen ·
1980: Erich Schärer / Josef Benz ·
1984: Wolfgang Hoppe / Dietmar Schauerhammer ·
1988: Jānis Ķipurs / Vladimir Kozlov ·
1992: Gustav Weder / Donat Acklin ·
1994: Gustav Weder / Donat Acklin ·
1998: Günther Huber / Antonio Tartaglia en Pierre Lueders / David MacEachern ·
2002: Christoph Langen / Markus Zimmermann ·
2006: André Lange / Kevin Kuske ·
2010: André Lange / Kevin Kuske ·
2014: Beat Hefti / Alex Baumann ·
2018: Francesco Friedrich / Thorsten Margis en Justin Kripps / Alexander Kopacz ·
2022: Francesco Friedrich / Thorsten Margis